# William Isaac Thomas
William Isaac Thomas (* 13. August 1863 im Russell County, Virginia, USA; † 5. Dezember 1947 in Berkeley, Kalifornien) war ein US-amerikanischer Soziologe und Philologe. Er war 17. Präsident der American Sociological Association.

## Leben
Thomas’ Eltern waren Thaddeus Peter Thomas, ein Landwirt und Methodistenprediger, und Sarah Thomas (geborene Price). Er hatte sechs Geschwister. Während seiner Kindheit zog die Familie nach Knoxville um, wo er nach dem Schulbesuch von 1880 bis 1884 an der University of Tennessee Literaturwissenschaften und Altphilologie studierte und mit dem Bachelor-Examen abschloss. Er blieb an der Hochschule und war dort von 1884 bis 1888 Lehrbeauftragter (Adjunct Professor) für Englisch und moderne Sprachen. Von 1888 bis 1889 verbrachte er zwei Forschungssemester an den Universitäten in Berlin und Göttingen und wandte sich neben dem Studium klassischer und neuerer Sprachen verstärkt der Ethnographie zu.
Nach der Rückkehr aus Deutschland lehrte Thomas von 1889 bis 1895 als Professor am Oberlin College Englisch und wandte sich allmählich der Vergleichenden Literaturwissenschaft zu. 1895 verlegte Thomas seinen Wohnsitz nach Chicago um und studierte dort am weltweit ersten Hochschulinstitut für Soziologie, das Albion Woodbury Small gegründet hatte. Schon im selben Jahr wirkte er am Institut als Instructor in Sociology. 1896 wurde er zum Ph.D. promoviert. Von 1896 bis 1900 war er Assistant Professor, dann von 1900 bis 1910 Associate Professor und ab 1910 Full Professor für Soziologie. Den Beginn „einer sehr langen und fruchtbaren Zusammenarbeit“ mit Robert Ezra Park datiert Thomas auf „um 1910“. Park hatte die Teilnahme Thomas’ an einer Konferenz bei Booker T. Washington in Tuskegee initiiert, um ihn kennenzulernen.
1918 wurden Thomas, der für seinen ungewöhnlichen und teils bohemehaften Stil bekannt war, und seine Ehefrau Harriet, die wie ihr Mann wegen pazifistischer Gesinnung aufgefallen war, Opfer einer Intrige. Es hieß, er habe in einem anderen Bundesstaat mit seiner Begleiterin ein Hotelzimmer unter falschem Namen gebucht, was zur damaligen Zeit als skandalös galt. Von der Chicago Tribune wurde gemeldet, Thomas sei wegen unmoralischer Handlungen vom FBI verhaftet worden. Die Vorwürfe wurden später gerichtlich verworfen. Trotzdem entließ der Präsident der Universität Chicago Thomas. Einen Protest seiner Professoren-Kollegen gab es nicht. Selbst die University of Chicago Press, welche die beiden ersten Bände von The Polish Peasant in Europe and America herausgebracht hatte, kündigten den Autorenvertrag.
Daraufhin zog Thomas nach New York, wo er über zwanzig Jahre lebte. Anfangs war er dort in einem Forschungsprojekt der Carnegie Foundation tätig. Der überwiegend von ihm verfasste Forschungsbericht
Old World Traits Transplanted musste unter den Namen seiner Mitarbeiter Robert E. Park und Herbert A. Miller erscheinen. Erst eine Auflage im Jahr 1951 wurde unter Angabe des Hauptautors veröffentlicht. Von 1923 bis 1928 war er Lecturer an der New School for Social Research, an der auch der ebenfalls von einem Skandal betroffene Thorstein B. Veblen lehrte. In dieser Zeit wurde er nur von einer Chicagoer Philanthropin sowie durch Stipendien des Laura Spelman Rockefeller Memorial und des Bureau of Social Hygiene unterstützt. 1927 amtierte er als 17. Präsident der American Sociological Association. 1933 wurde in die American Academy of Arts and Sciences gewählt.  Auf Einladung von Pitirim  Sorokin war er 1936/37 Visiting Lecturer an der Harvard University.
Seit 1937 lebte Thomas als Privatgelehrter, erst in New York, dann in New Haven (Connecticut) und schließlich in Berkeley. Er unterhielt gute Kontakte zu Alva Myrdal, die er durch seine zweite Frau Dorothy Swaine Thomas kennengelernt hatte.

## Bedeutung
Thomas ist der Begründer der sozialpsychologischen Handlungsforschung. Er formulierte zusammen mit Dorothy Swaine Thomas eine Grundannahme der Sozialpsychologie: „Wenn Menschen Situationen als wirklich definieren, dann sind diese auch in ihren Folgen wirklich.“ Dieses Thomas-Theorem ist ein allgemeiner Hinweis auf die Reflexivität von Situationsdefinitionen durch handelnde Menschen als Akteure.

## Schriften (Auswahl)
- Sex and society: Studies in the social psychology of sex. Chicago, Ill., London: University of Chicago Press, 1907
- The Polish peasant in Europe and America. Monograph of an immigrant group, 1918–1920 (mit Florian Znaniecki)
  - Volume 1: Primary-group organization. Chicago, Ill.: University of Chicago Press, 1918
  - Volume 2: Primary-group organization. Chicago, Ill.: University of Chicago Press, 1918
  - Volume 3: Life record of an immigrant. Boston, Mass.: Badger, 1919
  - Volume 4: Disorganization and reorganization in Poland. Boston, Mass.: Badger, 1920
  - Volume 5: Organization and disorganization in America. Boston, Mass.: Badger, 1920
- 1923: The unadjusted girl. With cases and standpoint for behavior analysis. Boston, Mass.: Little, Brown 1923
- mit Dorothy Swaine Thomas: The child in America: Behavior problems and programs. Knopf, New York 1928.